# 蝎尾蕉
蝎尾蕉（学名：Heliconia metallica）为芭蕉科蝎尾蕉属下的一个种。